# Jasin al-Haszimi
Jasin al-Haszimi (ur. 1882 w Bagdadzie, zm. 1937 w Damaszku) – iracki wojskowy i polityk.

## Życiorys
Ukończył szkołę wojskową w Stambule, a następnie szkołę sztabu generalnego armii tureckiej w 1905. Następnie stacjonował na terytorium dzisiejszego Iraku, walczył w wojsku tureckim w wojnach bałkańskich. Był członkiem Sprzysiężenia, niepodległościowej organizacji arabskiej tworzonej przez oficerów armii tureckiej tegoż pochodzenia. Propagował wśród młodzieży w Mosulu idee nacjonalizmu arabskiego.
Współpracował z królem Fajsalem, gdy ten próbował budować w Syrii państwo arabskie. Fajsal awansował go do stopnia generalskiego i uczynił szefem sztabu. Działalność al-Haszimiego sprawiła, iż w 1919 został aresztowany przez Brytyjczyków. Po upadku Syrii Fajsala wyjechał do Bejrutu, a stamtąd do Bagdadu. Został deputowanym do irackiej Konstytuanty, a następnie także jej wicemarszałkiem.
W 1924 po raz pierwszy stanął na czele rządu. Król Fajsal wytypował go na premiera głównie z uwagi na silnie antytureckie przekonania al-Haszimiego. Był równocześnie ministrem obrony i spraw zagranicznych. Po roku urzędowania jego rząd upadł. W powtórnych wyborach parlamentarnych al-Haszimi ponownie zdobył mandat deputowanego i wszedł do nowego rządu Dżafara al-Askariego jako minister finansów (pozostawał nim do upadku gabinetu w 1928). Tekę tę otrzymał ponownie w rządach Nadżiego as-Suwajdiego (1929-1930) oraz Raszida Alego al-Kilaniego (1933).
W 1930 utworzył Partię Ludową, która miała być przeciwwagą dla Nuriego as-Sa’ida i jego probrytyjskiej polityki. Po roku al-Haszimi porozumiał się z Dżafarem Abu at-Timmanem, liderem Partii Narodowej, by wspólnie utworzyć Partia Bractwa Narodowego. Al-Haszimi był popularny przede wszystkim wśród irackich sunnitów. Partia Bractwa Narodowego przestała istnieć w 1935, gdy Jasin al-Haszimi został po raz drugi premierem Iraku. Nastąpiło to po buncie plemiennym w prowincji ad-Diwanijja. Jego tłumienia odmówił szef sztabu armii irackiej Taha al-Haszimi, brat polityka. Wobec takiej postawy do dymisji podał się premier Dżamil al-Midfa’i, a Fajsal uznał, że jedynie al-Haszimi może uspokoić sytuację. Faktycznie w ciągu tygodnia bunt został zakończony, w znacznej mierze dzięki przekupieniu części przywódców plemiennych; w krótkim czasie zamieszki plemienne zaczęły się powtarzać. W wyborach parlamentarnych w 1935 al-Haszimi ułatwił niektórym szajchom plemiennym wejście do parlamentu, przez co zdobył poparcie także wśród szyitów. Równocześnie w październiku 1935 nakazał bezwzględne tłumienie powstania jezydów w Dżabal as-Sindżar, buntujących się przeciwko polityce rządu centralnego, a w szczególności obowiązkowemu poborowi.
Rząd al-Haszimiego wprowadził w Iraku prawo pracy, rozpoczął roboty irygacyjne, był aktywny na arenie międzynarodowej, popierając panarabizm i występując po stronie palestyńskiej w narastającym konflikcie z ludnością żydowską. Był to najtrwalszy z gabinetów rządowych Iraku w okresie przed II wojną światową (funkcjonował 18 miesięcy).
Umacniając swoją władzę, al-Haszimi zaczął sprawować rządy w coraz bardziej apodyktyczny sposób. Zwiększył siłę policji oraz wywiadu, nie godził się z żadną formą krytyki swojego gabinetu, tłumiąc kolejne protesty na prowincji, manifestacje w stolicy oraz zamykając opozycyjne pisma. Ignorował również postulaty mniejszości etnicznych. Ograniczał znaczenie parlamentu, rządząc przy pomocy dekretów. Jego postawa zaczęła budzić niechęć króla, obawiającego się ambicji al-Haszimiego. Ostatecznie jednak jego rządy obalił spisek Hikmata Sulajmana i gen. Bakra Sidkiego. W październiku 1936 Bakr Sidki dokonał zamachu stanu. W jego trakcie lotnictwo zrzuciło kilka bomb w pobliżu kancelarii premiera, co skłoniło al-Haszimiego do natychmiastowej rezygnacji (król Ghazi I był najprawdopodobniej uprzedzony o planowanym puczu i nakazał nie powstrzymywać jego organizatorów). Jasin al-Haszimi udał się na emigrację do Syrii pod protektoratem francuskim, gdzie zmarł po roku.